# Фишарт, Иоганн
Иоганн Фишарт (нем. Johann Baptist Fischart; 1546 или 1547, Страсбург — 1591, Форбах) — немецкий поэт-сатирик эпохи Реформации.

## Жизнь
Фишарт учился в латинской школе в Вормсе у своего дяди Каспара Шейдта, а затем в Тюбингенском университете. В 1556 году отправился в путешествие по Фландрии и побывал в Париже. В 1570 году Фишарт вновь пребывал на положении вольного литератора в Страсбурге, где его сочинения публиковал местный издатель и его шурин Бернхард Йобин. В Базеле Фишарт получил степень доктора права. В 1581—1583 годах работал адвокатом в Имперском камеральном суде в Шпейере. В 1583 году получил должность судьи в Форбахе.

## Творчество
Фишарт, исповедовавший первоначально лютеранство, а затем перешедший в кальвинизм, в своём творчестве бичевал упадок нравов общества, произвол властей, религиозный фанатизм, папство и иезуитов. Сочинения Фишарта считаются образцами литературы гробианизма. Фишарт широко использовал гиперболу, гротеск, причудливые и комические словообразования, нагромождения синонимов и другие языковые средства. Иоганн Фишарт не раз обращался к свободной обработке известных произведений, например, написал стихотворный резкий по своей сатире вариант «Тиля Уленшпигеля». Однако самым известным произведением Фишарта является вольная обработка первой книги комического романа Рабле «Гаргантюа и Пантагрюэль» под названием «Die Affentheurlich naupengeheurliche Geschichtklitterung von Thaten und Rahten», которая благодаря неистощимой словесной игре Фишарта втрое больше оригинала Рабле.

## Сочинения
- Barfüsser Secten und Kuttenstreit, 1570/71
- Artliches Lob der Lauten, 1572
- Eulenspiegel Reimenweis, 1572
- Aller Praktik Großmutter, 1572
- Ein Vorbereitung in den «Amadis», 1572
- Flöh-Haz, Weiber-Tratz, 1573
- Ernstliche Ermanung an die lieben Teutschen, 1573
- Thierbilder, 1574
- Ausspruch des Esels, vor 1575
- Affentheurlich Naupengeheurliche Geschichtklitterung, 1575/90
- Etlich Sonnet, 1575
- Biblische Historien, 1576
- Die Grille Krottestisch Mül, 1577
- Das Glückhafft Schiff von Zürich, 1576/77
- Der Gorgonisch Meduse Kopf, 1577
- Binenkorb Des Heyl. Römischen Imenschwarms, 1579
- Das Jesuiterhütlein (Satire), 1580
- Vom Außgelaßnen Wütigen Teuffelsheer, 1581
- Ein Verweißliche Auffruckung der Verkehrten, Falschgelehrten und Gernbetrognen, 1584
- Ein auß Meyland uberschribener Bericht, 1589
- Uncalvinisch Gegen Badstüblein, 1589